# Akiyama Saneyuki
Akiyama Saneyuki est un nom japonais traditionnel ; le nom de famille (ou le nom d'école), Akiyama, précède donc le prénom (ou le nom d'artiste).
Akiyama Saneyuki (秋山 真之) (12 avril 1868 - 4 février 1918) est un vice-amiral de la marine impériale japonaise connu pour être l'un des stratèges de la bataille de Tsushima durant la guerre russo-japonaise. Le général Akiyama Yoshifuru est son frère aîné et la femme politique Hisako Ōishi (en) est sa petite-fille.

## Biographie

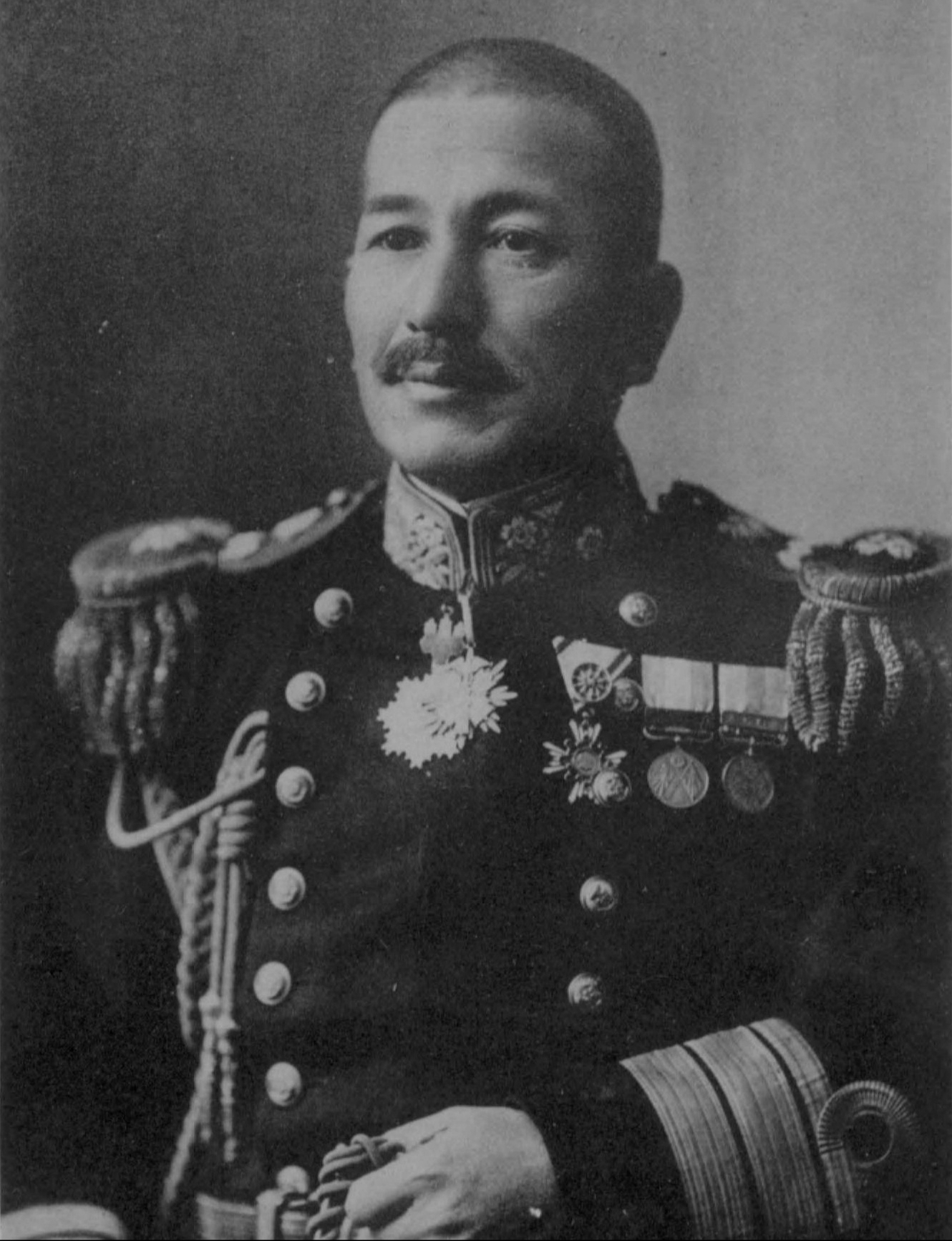
Vice-amiral Akiyama Saneyuki, 1916

Fils d'un pauvre samouraï, Akiyama est né au domaine de Matsuyama dans la province d'Iyo. Dans sa jeunesse, il étudie la littérature, en particulier la poésie waka. Le célèbre poète Masaoka Shiki est son ami dans son enfance. Plus tard, les deux hommes se rendent à Tokyo pour étudier la littérature et Akiyama commence à préparer son entrée à la faculté de lettres de l'université impériale de Tokyo. Cependant, il est forcé d'abandonner car son frère aîné Yoshifuru lui ordonne d'aller étudier à l'académie navale impériale du Japon à Tsukiji en raison des difficultés financières de la famille.
Alors qu'Akiyama est élève, l'académie navale est déplacée à Etajima dans la préfecture de Hiroshima. Akiyama est un brillant étudiant, sortant diplômé le 17 juillet 1890 et premier sur les 88 cadets de la 17e promotion.
Akiyama sert comme cadet sur la corvette Hiei (en) puis sur le croiseur Takachiho (en). Nommé enseigne le 23 mai 1892, il gravit les échelons en effectuant divers postes assignés qui incluent des déplacements dans le Pacifique, en Méditerranée, et dans les mers européennes. Il est ensuite assigné sur les navires Ryūjō (en), Matsushima (en), Yoshino, Tsukushi (durant la bataille de Weihaiwei pendant la première guerre sino-japonaise), Izumi et Yaeyama (en). Il étudie ensuite les torpilles puis est assigné au renseignement naval où il sert plusieurs mois s'infiltrant comme travailleur en Mandchourie et en Corée.
Après sa promotion de lieutenant le 24 octobre 1896, Akiyama est attaché naval aux États-Unis du 26 juin 1897 au 27 décembre 1899. C'est une époque de grandes tensions entre les deux pays en raison du renversement du royaume d'Hawaï par la marine américaine et les colons, ce qui provoque une rupture des relations diplomatiques.
Quand Akiyama arrive à New York, il tente d'entrer en contact avec Alfred Mahan pour avoir des conseils et recommandations s'il doit aller étudier plutôt à l'académie navale d'Annapolis ou à l'école navale. Mahan ne désire pas l'aider à choisir mais lui donne une liste de livres à lire. Akiyama contacte ensuite l'assistant du secrétaire à la Marine, Theodore Roosevelt, mais ses demandes d'entrer à l'école navale sont refusées.
Le séjour d'Akiyama coïncide avec le début de la guerre hispano-américaine et il rejoint la flotte américaine comme observateur militaire étranger. Il assiste à la capture américaine de Santiago de Cuba en juin 1898, et au blocus du port de La Havane en juillet. Il soumet un long rapport de ses observations dès son retour au Japon, et fait remarquer certains problèmes dans le blocus et les opérations de débarquement. À la fin de son séjour, il sert brièvement comme attaché naval à l'ambassade japonaise à Washington.
En février 1899, grâce aux efforts de l'ambassadeur japonais, Akiyama est autorisé à passer 6 mois à bord du USS New York, où il observe les tactiques américaines et les opérations de la flotte dans l'Atlantique nord et les Caraïbes. À la suite de ce tour, il effectue plusieurs conférences à l'école navale de Newport. En plus de ses études aux États-Unis, il voyage également en Angleterre du 27 décembre 1899 au 20 mai 1900.
De retour au Japon, Akiyama est promu capitaine de corvette le 1er octobre 1901 et assigné à divers postes à l'État-major. Il est instructeur en stratégie à l'école navale impériale du Japon de juillet 1902 à novembre 1903. Il engage une réforme du programme en utilisant des situations hypothétiques pour simuler la formulation d'ordres et le développement de plans d'urgence réalistes. Il introduit également les concepts de jeu de guerre et d'exercices de cartographie, et développe des théories sur une nouvelle stratégie et doctrines tactiques pour la marine japonaise en rapport avec ses observations durant la guerre hispano-américaine. Il désigne également l'empire russe comme la principale menace du Japon durant ses conférences.
Âgé de 34 ans, Akiyama fait des conférences devant des officiers du même âge que lui, voire parfois plus âgés que lui. Cependant, il obtient le respect de ses pairs grâce à ses connaissances professionnelles, son expertise et sa personnalité.
Durant la guerre russo-japonaise, Akiyama est promu commandant le 1er septembre 1904 mais reste dans l'équipe de planification. Il est un proche confident de confiance du commandant-en-chef de la flotte combinée, Tōgō Heihachirō. Celui-ci insiste pour qu'Akiyama l'accompagne au combat à bord du cuirassé Mikasa comme officier d'État-major, et malgré son rang inférieur, Akiyama joue un rôle central dans la planification de la bataille de Port-Arthur, de la bataille du fleuve Yalou, et dans la préparation de l'arrivée de la flotte de la Baltique et de la bataille de Tsushima qui s'ensuit. L'objectif de la marine japonaise durant cet affrontement est de détruire totalement la flotte ennemie pour empêcher la Russie d'agir dans la mer du Japon. La tactique appliquée est de changer de direction juste devant l'ennemi en référence à un livre de la fin du XIIe siècle intitulé Anciennes tactiques pirates de l'école Nojima sur les tactiques des pirates japonais. Durant les négociations préliminaires au traité de Portsmouth, le gouvernement japonais désigne Akiyama comme représentant naval, mais la mort de sa mère l'empêche de s'y rendre et il est remplacé.

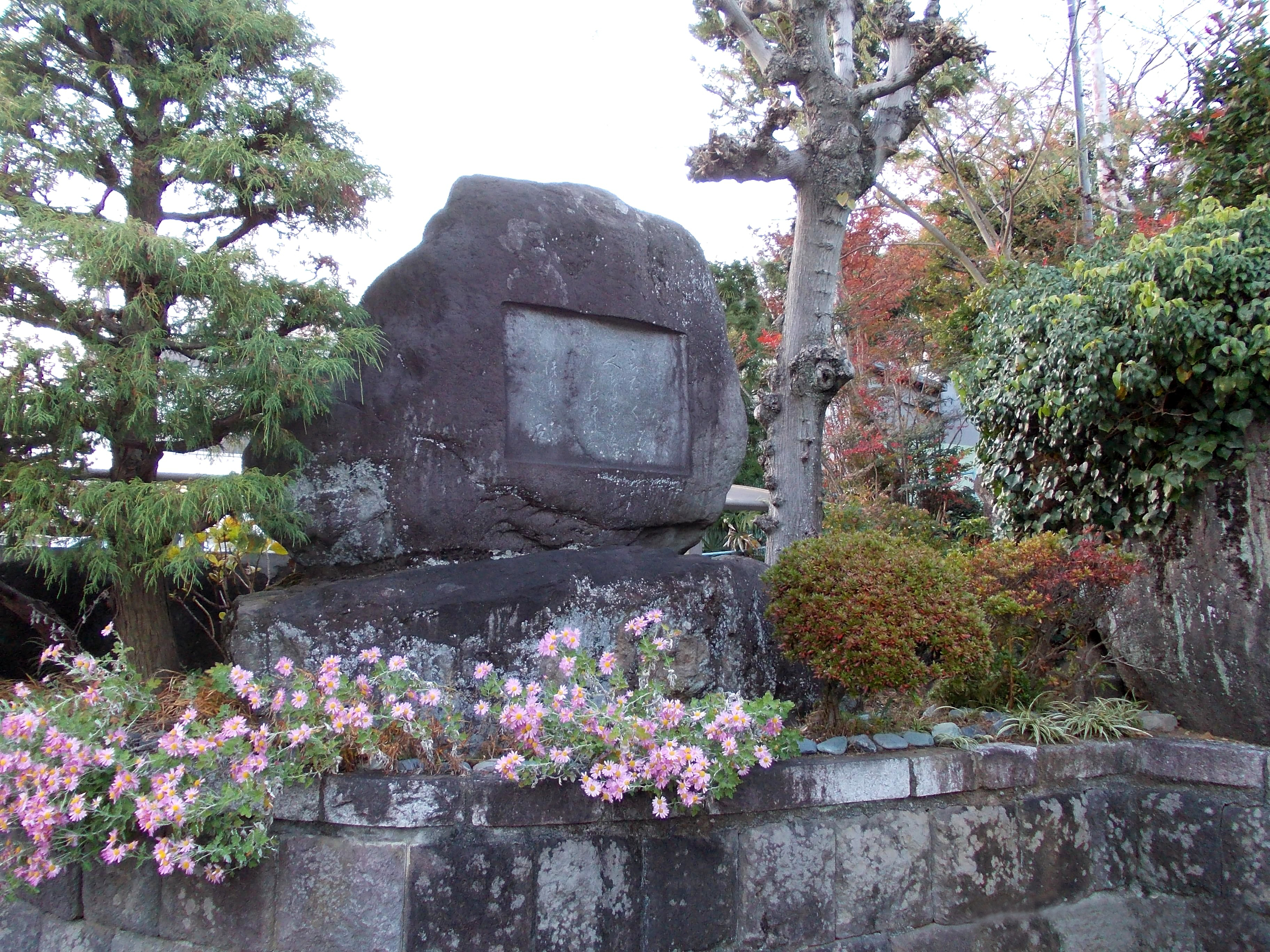
La tombe d'Akiyama Saneyuki.

Promu capitaine le 25 septembre 1908, Akiyama est assigné comme commandant en second sur le Mikasa, puis obtient son premier commandement comme capitaine du Akitsushima. Il est ensuite capitaine du Otowa, Hashidate (en), Izumo, et du croiseur de bataille Ibuki (en).
Akiyama est promu contre-amiral le 1er décembre 1913. Peu après, le scandale Siemens éclate, forçant la démission de Yamamoto Gonnohyōe et Ōkuma Shigenobu. Akiyama est l'un des quelques officiers non inquiétés par des accusations de corruption, et est nommé par Yashiro Rokurō directeur-général de la marine dans le but de restaurer la confiance du public. Akiyama sert à l'État-major de la marine impériale japonaise jusqu'à sa mise en retraite le 1er décembre 1917. Son acte principal durant cette période est d'avoir fait stationner l'Otowa en permanence à Shanghai, servant ainsi de support à un grand réseau d'espions sous couverture d'échange d'étudiants dans tous les coins de Chine. Dans le même temps, Akiyama a maintenu une correspondance secrète et régulière avec Sun Yat-sen, lui apportant un soutien matériel dans ses efforts d'empêcher Yuan Shikai d'établir un nouvel empire.
Au début de la Première Guerre mondiale, Akiyama se rend en Europe par le Transsibérien jusqu'en Finlande puis atteint l'Angleterre où il rencontre une vieille connaissance en la personne de l'observateur naval William Pakenham (en). Il retourne au Japon par les États-Unis pour prendre le commandement de la 2e flotte japonaise en octobre 1917, mais il est forcé de se retirer pour raisons de santé fin 1917 avec le grade de vice-amiral. Durant ses dernières années, il devient obsédé par la religion, en particulier par le mouvement Ōmoto, le bouddhisme de Nichiren et le sūtra du Cœur. Akiyama meurt de péritonite en 1918 à 49 ans. Sa tombe se trouve au cimetière d'Aoyama à Tokyo.

## Dans la culture populaire
Akiyama Saneyuki et son frère, Akiyama Yoshifuru, ainsi que leur ami Masaoka Shiki, sont les principaux personnages du roman en plusieurs volumes, Saka no Ue no Kumo (en) de Ryōtarō Shiba. Le roman est également adapté en série TV.
La lieu de naissance d'Akiyama à Matsuyama est aujourd'hui une attraction touristique.